# Hyparpax perophoroides
Hyparpax perophoroides är en fjärilsart som beskrevs av John Kern Strecker 1876. Hyparpax perophoroides ingår i släktet Hyparpax och familjen tandspinnare. Inga underarter finns listade i Catalogue of Life.